# Alternanthera spinosa
Alternanthera spinosa är en amarantväxtart som först beskrevs av Jens Wilken Hornemann, och fick sitt nu gällande namn av Johann Jakob Roemer och Schult.. Alternanthera spinosa ingår i släktet alternanter, och familjen amarantväxter. Inga underarter finns listade i Catalogue of Life.